# Lysidice
Lysidice es un género de plantas fanerógamas de la familia Fabaceae. Es originario de China.

## Especies
A continuación se brinda un listado de las especies del género Lysidice aceptadas hasta mayo de 2011, ordenadas alfabéticamente. Para cada una se indica el nombre binomial seguido del autor, abreviado según las convenciones y usos.
- Lysidice brevicalyx Wei
- Lysidice rhodostegia Hance